# Distretto di Pampamarca (Cusco)
Il distretto di Pampamarca è il più piccolo tra gli otto un distretti di cui è composta la provincia di Canas, in Perù. Si trova nella regione di Cusco.